# Corneilla-del-Vercol
Corneilla-del-Vercol (también, Corneilla-Del-Vercol) es una comuna francesa situada en el departamento de Pirineos Orientales, en la región de Occitania. 
Pueblo esencialmente agrícola hasta finales del siglo XX, acoge ahora a habitantes de diversos orígenes que trabajan en los alrededores de Perpiñán.

## Geografía
Está ubicada al sur de Perpiñán (8 km) y cerca del mar Mediterráneo (3 km).
La comuna se localiza en medio de un espacio verde que domina el monte Canigó, a una altura de 20 metros, alrededor del castillo medieval y la iglesia Saint-Christophe.

## Historia
Sus orígenes son muy antiguos. Se han encontrado vestigios de presencia humana ya en el Neolítico. El nombre de la localidad deriva de una villa romana propiedad de la familia Cornélius. El Vercol (originalmente, Berchale) es un antiguo bosque de robles del primer milenio que ocupaba el territorio entre el río Tech y el río Réart.
La iglesia actual, dedicada a San Cristóbal, fue reconstruida en 1884 y renovada en 1984 para restaurar su aspecto original.

## Demografía
| 539 | 633 | 756 | 965 | 1450 | 1505 | 2561 |
| Para los censos de 1962 a 1999 la población legal corresponde a la población sin duplicidades (Fuente: INSEE [Consultar]) |     |     |     |      |      |      |